# Max Kruse (író)
Max Kruse (Kösen, 1921. november 19. – Penzberg, 2015. szeptember 4.) német író és gyermekkönyvíró. Több, mint 50, főleg gyermekeknek szóló művet írt, legismertebbek a Der Löwe ist los (Megszökött az oroszlán) és az Urmel aus dem Eis (Jégkorszaki Urmel) című művei.

## Műveiből
- Der Löwe ist los (1952)
- Kakadu in Nöten (1958)
- Sultan in der Klemme (1959)
- Ruhige Insel gesucht (1965)
- Windkinder (1968)
- Der kleine Mensch bei den 5 Mächtigen (1968)
- Urmel aus dem Eis (1969)
- Der Schattenbruder (1985)
- Die versunkene Zeit. Bilder einer Kindheit im Käthe-Kruse-Haus (önéletrajz) (1991)
- Der Auserwählte (1995)
- Lord Schmetterhemd (2000)
- Die behütete Zeit. Eine Jugend im Käthe-Kruse-Haus. (önéletrajz) (2000)
- Kerlchens wundersame Reise (2001)
- Die Froki Saga (2010)
- Im Wandel der Zeit – wie ich wurde, was ich bin. (önéletrajz) (2011)